# Paranthrenopsis editha
Paranthrenopsis editha is een vlinder uit de familie wespvlinders (Sesiidae), onderfamilie Tinthiinae.
Paranthrenopsis editha is voor het eerst wetenschappelijk beschreven door Butler in 1878. De soort komt voor in het Palearctisch gebied.